# Bob Balaban
Robert Elmer "Bob" Balaban (Chicago, Illinois; 16 de agosto de 1945) es un actor y director de cine estadounidense.

## Vida privada
Balaban nació en Chicago, Illinois, hijo de Eleanor Pottasch y Elmer Balaban, dueño de varios cines y pionero de la televisión por cable. Su familia era una fuerza dominante en el negocio del cine; sus tíos fundaron el circuito de teatros Balaban y Katz en Chicago, una cadena que incluía el Chicago Theatre y el Uptown Theatre (el documental Uptown: Portrait of a Palace, de 2006, incluye uno de esos cines). Balaban y Katz manejaba algunos de los más importantes cines de Estados Unidos a principios de los años 1920. El padre de Bob Balaban y su tío Harry fundaron la Corporación H & E Balaban en Chicago. Más tarde obtuvieron un poderoso grupo de franquicias de estaciones de televisión y cable. Su tío Barney Balaban fue presidente de Paramount Pictures por casi 30 años, desde 1936 a 1964. El segundo marido de su abuela, Sam Katz, fue vicepresidente de la Metro-Goldwyn-Mayer desde 1936. Sam formó Balaban and Katz junto a los tíos de Bob: Abe, Barney, John y Max. Sam también fue presidente del cine Publix, una división de Paramount Pictures.
Bob fue alumno de la Universidad Colgate y la Universidad de Nueva York, y vivió junto a su familia en el Upper West Side de Manhattan. Es judío y sus abuelos paternos inmigraron a Chicago provenientes de Rusia.

## Carrera
Uno de sus primeros papeles en el cine fue en Midnight Cowboy (1969). Previamente interpretó a Linus en You're a Good Man, Charlie Brown, una producción teatral original de Off-Broadway de 1967. Entre sus primeros roles durante los años 70 estuvieron el de Orr en Catch-22 y el intérprete David Laughlin en Close Encounters of the Third Kind (1977), de Steven Spielberg. En 1979 fue nominado al Premio Tony por su papel en The Government Inspector. Durante la década de 1980 trabajó en películas como Altered States y 2010: The Year We Made Contact, y dirigió Parents, protagonizada por Randy Quaid.
Balaban tuvo papeles secundarios en películas como Absence of Malice, Bob Roberts, Deconstructing Harry, Ghost World, The Majestic, Lady in the Water y en todas las películas de Christopher Guest: Waiting for Guffman, Best in Show, A Mighty Wind y For Your Consideration. Durante los años 90 tuvo un papel recurrente en la cuarta temporada de la serie televisiva Seinfeld, en el rol de Russell Dalrymple, el presidente ficticio de la NBC y más tarde amante de Elaine Benes. En 1999 apareció como invitado en la serie Friends, interpretando a Frank Buffay, el padre de Phoebe, en el capítulo "The One With Joey's Bag". En 2001 trabajó como productor en Gosford Park, película de Robert Altman, la cual recibió una nominación al Óscar como Mejor película; además también actuó en la misma película interpretando a Morris Weissman, un productor de Hollywood.

## Filmografía

### Como actor
- Mascots (2023)[7]
- Asteroid City (2023)[8]
- 80 for Brady (2023)[9]
- La directora (2021) ..... Elliot Rentz
- The Politician (2019) .... Keaton Hobart
- Isla de perros (2018) .... King
- I Am the Pretty Thing That Lives in the House (2016) .... Mr. Waxcap
- Monuments Men (2014) .... Preston Savitz
- Moonrise Kingdom (2012) .... Narrador
- Howl (2010) .... Juez Clayton Horn
- Rage (2009) .... Mr. White
- Recount (2008) .... Ben Ginsberg
- No Reservations (2007) .... Terapista
- License to Wed (2007) (sin acreditar) .... Dueño de la joyería
- Dedication (2007) .... Arthur Planck
- For Your Consideration (2006) .... Philip Koontz
- Lady in the Water (2006) .... Harry Farber
- Trust the Man (2005) (sin acreditar) .... Terapista de Tobey
- Capote (2005) .... William Shawn
- Gerald L'Ecuyer: A Filmmaker's Journey (2004)
- Scene Stealers (2004) .... Abogado Jonathan Crouch
- Marie and Bruce (2004) .... Roger
- A Mighty Wind (2003) .... Jonathan Steinbloom
- The Burbs (2002)
- The Tuxedo (2002) (sin acreditar) .... Winton Chalmers
- The Majestic (2001) .... Elvin Clyde
- Gosford Park (2001) .... Morris Weissman
- Ghost World (2001) .... Padre de Enid
- Plan B (2001) .... James Foster
- The Mexican (2001) .... Bernie Nayman
- Best in Show (2000) .... Dr. Theodore W. Millbank, III
- Tex, the Passive-Aggressive Gunslinger (2000) .... Tex
- Tango para tres (1999) .... Decker
- Natural Selection (1999) .... Dr. William Powell
- Jakob the Liar (1999) .... Kowalsky
- Cradle Will Rock (1999) .... Harry Hopkins
- Swing Vote (1999) .... Juez Eli MacCorckle
- Giving Up the Ghost (1998) .... Bob
- Deconstructing Harry (1997) .... Richard
- Clockwatchers (1997) .... Milton Lasky
- The Definite Maybe (1997) .... Wolfe Rollins
- Conversation with the Beast (1996) .... Mr. Webster
- Waiting for Guffman (1996) .... Lloyd Miller
- The Late Shift (1996) .... Warren Littlefield
- Pie in the Sky (1996) .... Paul Entamen
- City Slickers II: The Legend of Curly's Gold (1994) (sin acreditar) .... Dr. Jeffrey Sanborn
- Greedy (1994) .... Ed
- For Love or Money (1993) .... Ed Drinkwater
- Amos & Andrew (1993) .... Dr. Roy 'R.A.' Fink
- Bob Roberts (1992) .... Michael Janes
- Little Man Tate (1991) (sin acreditar) .... Quizmaster
- Alice (1990) .... Sid Moscowitz
- The Face of Fear (1990) .... Ira Preduski
- Dead Bang (1989) .... Elliott Webley
- End of the Line (1987) .... Warren Gerber, presidente de Southland
- Invisible Thread (1987)
- In Our Hands (1984)
- 2010 (1984) .... Dr. R. Chandra
- Whose Life Is It Anyway? (1981) .... Carter Hill
- Absence of Malice (1981) .... Rosen
- Prince of the City (1981) .... Santimassino
- Altered States (1980) .... Arthur Rosenberg
- Girlfriends (1978) .... Martin
- Close Encounters of the Third Kind (1977) .... David Laughlin
- Report to the Commissioner (1975) .... Joey Egan
- Bank Shot (1974) .... Victor Karp
- Marriage: Year One (1971) .... Bernie
- Making It (1971) .... Wilkie
- Catch-22 (1970) .... Capitán Orr
- The Strawberry Statement (1970) .... Elliot, el organizador
- Me, Natalie (1969) .... Morris
- Midnight Cowboy (1969) .... Joven estudiante de Nueva York

### Como director
- The Brass Ring (1983)
- Invisible Thread (1987)
- Parents (1989)
- My Boyfriend's Back (1993)
- The Last Good Time (1994)
- SUBWAYStories: Tales from the Underground (1997) (segmento: "The 5: 24")
- The First Amendment Project: No Joking (2004)
- The Exonerated (2005)
- Bernard and Doris (2006)
- Georgia O'Keeffe (2009)

## Premios y distinciones
Premios Óscar
| Año  | Categoría      | Película     | Resultado |
| ---- | -------------- | ------------ | --------- |
| 2002 | Mejor película | Gosford Park | Nominado  |